# Manon 70
Manon 70 é um filme de comédia romântica de 1968 dirigido por Jean Aurel e estrelado por Catherine Deneuve, Elsa Martinelli, Sami Frey, Robert Webber, Paul Hubschmid e Jean-Claude Brialy. O roteiro de Aurel e Cécil Saint-Laurent é vagamente baseado no romance de 1731, Manon Lescaut, de Antoine François Prévost. A música original foi composta por Serge Gainsbourg.

## Sinopse
Manon é um espírito livre e amoral que usa o sexo para se cercar em um ambiente relativamente luxuoso. O jornalista François a vê no aeroporto e se apaixona por ela. Assim que eles pousam em Paris, ele faz sua jogada e a rouba do homem com quem ela estava viajando. François e Manon se apaixonam, mas o irmão de Manon quer viver da irmã e causa problemas. Manon tenta sair com um homem rico ao mesmo tempo que François.

## Elenco
- Catherine Deneuve como Manon
- Jean-Claude Brialy como Jean-Paul
- Sami Frey como François des Grieux
- Elsa Martinelli como Annie
- Robert Webber como Ravaggi
- Paul Hubschmid como Simon
- Claude Génia como esposa
- Jean Martin como gerente do hotel

## Recepção
Deneuve disse mais tarde que queria trabalhar com Jean Aurel porque gosta de seu filme De l'amour (1964). Sobre Manon 70, ela disse:

"Tenho muita estima por Jean Aurel. Se Manon não é um grande sucesso, provavelmente é porque o diretor não estava em sua melhor forma. Nem eu. Não considero Manon um fracasso, ou se for, quero apenas considerar o aspecto instrutivo." - Catherine Deneuve, Le Nouveau Cinémonde, 1970.
O filme teve uma recepção polarizada, com discussões acerca do caráter de Manon e se ela era uma aproveitadora ou uma mulher emancipada, representante dos ideais feministas. Com o tempo, o filme tornou-se um clássico do cinema francês, sendo lembrado pelo seu estilo como os penteados, as roupas e mesmo as boinas francesas.